# Starčevo
Starčevo es un pueblo ubicado en la municipalidad de Petrovac, en el distrito de Braničevo, Serbia.

## Superficie
Posee una superficie de 16,39 kilómetros cuadrados.

## Demografía
Hasta 2011 la población era de 434 habitantes, con una densidad de población de 26,48 habitantes por kilómetro cuadrado.